# Miles Simon
Miles Julian Simon (Stoccolma, 21 novembre 1975) è un ex cestista e allenatore di pallacanestro statunitense, professionista nella NBA, in Israele, Italia e Turchia.

## Carriera
Nel 2000 venne tesserato da Livorno grazie ad un passaporto ceco, rivelatosi falso. Il giocatore fu quindi squalificato per tre anni, poi ridotti a due e successivamente cancellati in occasione dell'80º anniversario della FIP.

## Palmarès
- Campione NCAA (1997)
- NCAA Final Four Most Outstanding Player (1997)
- NCAA AP All-America First Team (1998)
- Campione CBA (2002)
- CBA Most Valuable Player (2002)
- CBA Playoff MVP (2002)
- CBA Newcomer of the Year (2002)
- All-CBA First Team (2002)
- Miglior tiratore di liberi CBA (2002)